# Ilchunaia
Ilchunaia is een geslacht van uitgestorven sebecide Mesoeucrocodylia. Er zijn fossielen gevonden in de Divisadero Largo-formatie in Argentinië die teruggaat tot het Laat-Eoceen en een vindplaats in Mendoza, Argentinië die teruggaat tot het Oligoceen. 

## Naamgeving
De typesoort Ilchunaia parva werd in 1946 benoemd door Carlos Rusconi. De geslachtsnaam verwijst naar het befaamde opperhoofd Ilchuna dat rond Mendoza streed tegen de Spanjaarden. De soortaanduiding betekent 'de kleine' in het Latijn. Er is weinig materiaal bekend van het geslacht, waarbij alleen het voorste deel van de schedel, de linkerpraemaxilla van tien centimeter lengte met drie tanden, aanwezig is om te bestuderen (het holotype  MJM PV 513 is sindsdien verloren gegaan).

## Fylogenie
De plaatsing van Ilchunaia binnen Sebecosuchidae is in het verleden in twijfel getrokken, en veel recente fylogenetische analyses hebben aangetoond dat de familie volledig parafyletisch is, waarbij de leden hoogstwaarschijnlijk basale Sebecosuchia zijn die voorlopers zijn van de baurusuchiden.